# Grama-brasileiro
Grama-brasileiro, grama-real ou somente grama (nome científico: Gramma brasiliensis) é uma espécie de peixe endêmica da costa atlântica do Brasil, onde é habitante de recifes entre três e 22 metros de profundidade. Prefere áreas com rochas ou corais. Pode atingir um comprimento de 6,6 centímetros. Também pode ser encontrado em venda para aquários. O nome de seu gênero deriva do grego gramma, atos, "sinal, marca", e seu nome específico, brasiliensis, alude à sua distribuição geográfica. Em 2005, foi classificado como vulnerável na Lista de Espécies da Fauna Ameaçadas do Espírito Santo; em 2014, como sobre-explorado no Livro Vermelho da Fauna Ameaçada de Extinção no Estado de São Paulo; e em 2018 como quase ameaçado na Lista Vermelha do Livro Vermelho da Fauna Brasileira Ameaçada de Extinção do Instituto Chico Mendes de Conservação da Biodiversidade (ICMBio).